# Cylindilla inornata
Cylindilla inornata är en skalbaggsart som först beskrevs av J. Linsley Gressitt 1951.  Cylindilla inornata ingår i släktet Cylindilla och familjen långhorningar. Inga underarter finns listade i Catalogue of Life.